# والتر ر. كرامر
والتر ر. كرامر (بالإنجليزية: Walter R. Kramer)‏ هو لاعب كرة الريشة أمريكي، ولد في 22 أغسطس 1914، وتوفي في 15 أكتوبر 1995.